# Boston-Marathon 2009
Der Boston-Marathon 2009 war die 113. Ausgabe der jährlich stattfindenden Laufveranstaltung in Boston, Vereinigte Staaten. Der Marathon fand am 20. April 2009 statt und war das erste Rennen der World Marathon Majors 2009/10.
Bei den Männern gewann Deriba Merga in 2:08:42 h und bei den Frauen Salina Jebet Kosgei in 2:32:16 h.

## Ergebnisse

### Männer
| Platz | Athlet                    | Land               | Zeit (h) |
| ----- | ------------------------- | ------------------ | -------- |
| 01    | Deriba Merga              | Äthiopien          | 2:08:42  |
| 02    | Daniel Rono               | Kenia              | 2:09:32  |
| 03    | Ryan Hall                 | Vereinigte Staaten | 2:09:40  |
| 04    | Kebede Tekeste            | Äthiopien          | 2:09:49  |
| 05    | Robert Kipkoech Cheruiyot | Kenia              | 2:10:06  |
| 06    | Gashaw Asfaw              | Äthiopien          | 2:10:44  |
| 07    | Solomon Molla             | Äthiopien          | 2:12:02  |
| 08    | Evans Kiprop Cheruiyot    | Kenia              | 2:12:45  |
| 09    | Stephen Kiogora           | Kenia              | 2:13:00  |
| 10    | Timothy Cherigat          | Vereinigte Staaten | 2:13:04  |

### Frauen
| Platz | Athletin                | Land               | Zeit (h) |
| ----- | ----------------------- | ------------------ | -------- |
| 01    | Salina Jebet Kosgei     | Kenia              | 2:32:16  |
| 02    | Dire Tune               | Äthiopien          | 2:32:17  |
| 03    | Kara Goucher            | Vereinigte Staaten | 2:32:25  |
| 04    | Bezunesh Bekele         | Äthiopien          | 2:33:08  |
| 05    | Helena Loshanyang Kirop | Kenia              | 2:33:24  |
| 06    | Lidija Grigorjewa       | Russland           | 2:34:24  |
| 07    | Atsede Habtamu          | Äthiopien          | 2:35:34  |
| 08    | Colleen De Reuck        | Vereinigte Staaten | 2:35:37  |
| 09    | Alice Jemeli Timbilili  | Kenia              | 2:36:25  |
| 10    | Alina Iwanowa           | Russland           | 2:36:50  |